# Dendronotus rufus
Dendronotus rufus is een slakkensoort uit de familie van de Dendronotidae. De wetenschappelijke naam van de soort is voor het eerst geldig gepubliceerd in 1921 door O'Donoghue.